# Johnny Cash with His Hot and Blue Guitar
Johnny Cash with His Hot and Blue Guitar je debitantski album country pjevača Johnnyja Casha, objavljen 11. listopada 1957. Na albumu su bila četiri njegova hit singla: "I Walk the Line", "Cry Cry Cry", "So Doggone Lonesome" i "Folsom Prison Blues." Drugi je put objavljen 23. srpnja 2002. u produženom izdanju Varese Vintagea. U reizdanju se našlo pet bonus pjesama, od kojih su tri bile izmijenjene verzije pjesama koje su već bile na originalnom LP-u.

## Popis pjesama
1. "Rock Island Line" (Lead Belly) – 2:11
2. "(I Heard That) Lonesome Whistle" (Jimmie Davis, Hank Williams) – 2:25
3. "Country Boy" (Cash) – 1:49
4. "If the Good Lord's Willing" (Jerry Reed) – 1:44
5. "Cry Cry Cry" (Cash) – 2:29
6. "Remember Me (I'm the One Who Loves You)" (Stuart Hamblen) – 2:01
7. "So Doggone Lonesome" (Cash) – 2:39
8. "I Was There When It Happened" (Jimmie Davis, Fern Jones) – 2:17
9. "I Walk the Line" (Cash) – 2:46
10. "Wreck of the Old '97" (Norman Blake, Cash, Bob Johnson) – 1:48
11. "Folsom Prison Blues" (Cash) – 2:51
12. "Doin' My Time" (Skinner) – 2:40

### Bonus pjesme
1. "Hey Porter" (Cash) – 2:14
2. "Get Rhythm" (Cash) – 2:15
3. "I Was There When It Happened" (Davis, Jones) – 2:18
4. "Folsom Prison Blues" (Cash) – 2:34
5. "I Walk the Line" (Cash) – 2:40

Na CD reizdanju Varesea pjesma "Country Boy" nije originalna s bendom, nego akustična verzija s Cashom i njegovom gitarom.

## Izvođači
- Johnny Cash - vokali
- Luther Perkins - električna gitara
- Marshall Grant - bas
- Al Casey - gitara
- Sam Phillips - producent
- Cary E. Mansfield - producent reizdanja
- Bill Dahl - bilješke na omotu, producent reizdanja
- Dan Hersch - digitalni remastering
- Bill Pitzonka - omot

## Ljestvice
Singlovi - Billboard (Sjeverna Amerika)
| Godina | Singl                 | Ljestvica        | Pozicija |
| ------ | --------------------- | ---------------- | -------- |
| 1955.  | "Cry Cry Cry"         | Country singlovi | 14       |
| 1956.  | "Folsom Prison Blues" | Pop singlovi     | 17       |
| 1956.  | "Folsom Prison Blues" | Country singlovi | 4        |
| 1955.  | "So Doggone Lonesome" | Country singlovi | 4        |
| 1956.  | "I Walk the Line"     | Country singlovi | 1        |
| 1956.  | "I Walk the Line"     | Pop singlovi     | 17       |

## Vanjske poveznice
- Podaci o albumu i tekstovi pjesama